# Jessica Lane
Jessica Lane (sinh ngày 5 tháng 10 năm 2002) là một người đẹp Úc đã đăng quang Hoa hậu Trái Đất 2024 vào ngày 9 tháng 11 năm 2024 tại Philippines. Chiến thắng của cô đánh dấu lần đầu tiên Úc giành chiến thắng trong cuộc thi Hoa hậu Trái Đất, đưa đất nước cô trở thành quốc gia thứ sáu đạt được danh hiệu tại Tứ đại Hoa hậu.

## Cuộc sống và sự nghiệp
Lane sinh ra và lớn lên ở Melbourne, Úc. Cô theo học tại Trường Đại học Sunshine Coast, chuyên ngành Báo chí và Xuất bản.
Theo hồ sơ của trên trang web Hoa hậu Trái Đất, Lane là người gốc Ireland. Cô kể rằng lặn biển tại Rạn san hô Great Barrier ở tuổi 16, theo đuổi Chứng chỉ lặn biển Open Water và những nỗ lực tình nguyện của cô là những trải nghiệm chính.

## Các cuộc thi sắc đẹp

### Hoa hậu Thế giới Úc 2023
Cô tham gia và lọt vào vòng chung kết Hoa hậu Thế giới Úc 2023.

### Hoa hậu Trái Đất Úc 2024
Lane đã thi đấu với mười thí sinh khác và giành được danh hiệu Hoa hậu Trái Đất Úc 2024. Cuộc thi được tổ chức tại Sydney, New South Wales, vào ngày 11 tháng 8 năm 2024. Cô cũng đã nhận được các giải thưởng sau: Lựa chọn của StarCentral, Người đẹp mặc đồ bơi đẹp nhất, Người đẹp truyền thông xã hội đẹp nhất, Người đẹp ăn ảnh và Hoa hậu từ thiện Trái Đất.

### Hoa hậu Trái Đất 2024
Lane đại diện cho Úc tại cuộc thi Hoa hậu Trái Đất lần thứ 24 và giành chiến thắng. Cô được trao vương miện bởi Hoa hậu Trái Đất 2023 Drita Ziri đến từ Albania. Cuộc thi diễn ra ở Khách sạn Okada Manila, Philippines.
Chiến thắng của cô đánh dấu chiến thắng lần thứ hai trong thế kỷ 21 của Úc, sau 20 năm kể từ khi Jennifer Hawkins đăng quang Hoa hậu Hoàn vũ 2004.